# Louis VI của Pháp
Louis VI (1 tháng 12 năm 1081 – 1 tháng 8 năm 1137), còn gọi là Louis Mập (tiếng Pháp: Louis le Gros) hay Louis Chiến sĩ (tiếng Pháp: Louis le Batailleur), là Vua người Frank từ năm 1108 đến khi qua đời. Các sử quan thường gọi ông là "vua của Saint-Denis" (roi de Saint-Denis). 

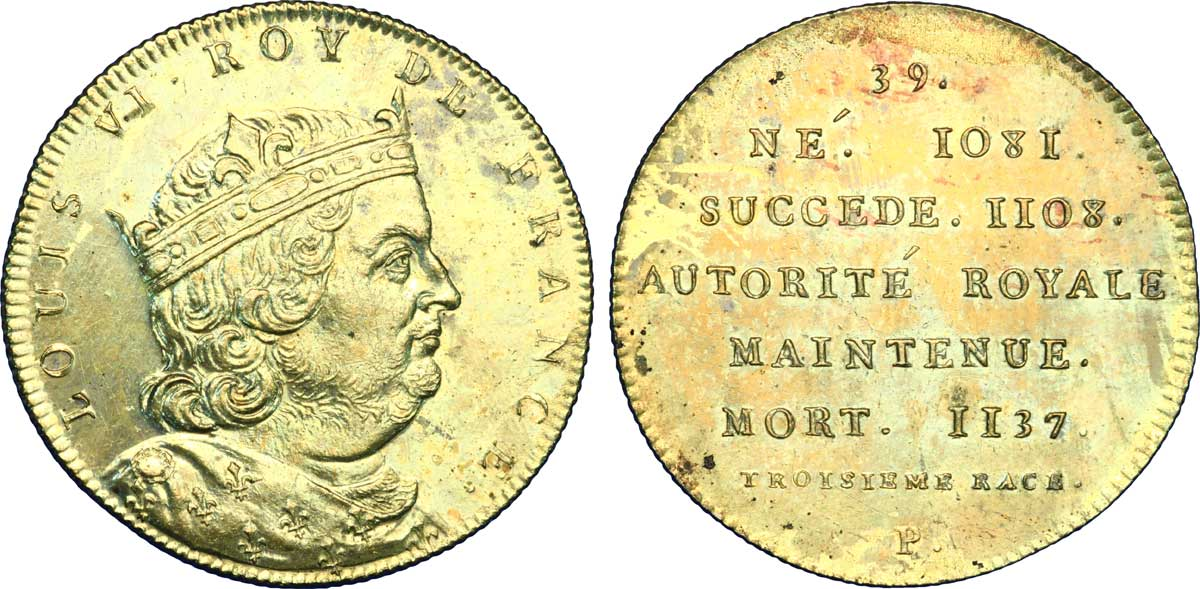
Louis VI

 Louis là vua nhà Capet đầu tiên có những nước đi lớn xúc tiến việc thay đổi từ chế độ quân chủ phân quyền sang quân chủ trung ương tập quyền tại Pháp. Trong suốt 29 năm trị vì, ông liên tục đem quân đánh các "nam tước ăn trộm" từng cướp phá cả Paris và các vua Anh gốc Normandie hòng đoạt quyền thống trị xứ Normandie trên lục địa châu Âu. Sau các cuộc chiến này, Louis XI đã tăng cường đáng kể quyền lực của mình và là một trong những vị vua lớn đầu tiên của Pháp kể từ sau khi đế quốc Caroling phân rã năm 843.
Louis la một vị vua giỏi cầm quân, nhưng đến khi ngoài 40 tuổi, ông bị béo phì nên khó ra trận. Ngày nay người ta biết được khá đầy đủ về cuộc đời ông nhờ vào bộ sử Những chiến công của Louis Mập, do giáo sĩ Suger vùng Saint Denis biên soạn, trong khi thông tin về các vua trước triều ông còn khá ít.